# Mars 1872

## Événements
- Interdiction en France de l'Association internationale des travailleurs[réf. nécessaire].

- 1er mars, États-Unis : inauguration du parc national de Yellowstone qui sera le premier parc national protégé au patrimoine mondial de l'UNESCO.

- 11 mars, Allemagne : une loi scolaire enlève toutes ses attributions à l’Église catholique en matière d’enseignement et de culture et le département catholique au sein du ministère des Cultes de Prusse est supprimé.
  - Kulturkampf, en Allemagne : entre 1872 et 1875, Bismarck fait adopter une série de mesures législatives qui aboutissent à l’expulsion des Jésuites et à la fermeture de leurs établissements, à un contrôle des autorités sur la formation et la nomination du clergé, à une limitation du pouvoir des évêques, à la laïcisation de l’état civil. Ces mesures provoquent une vive réaction des fidèles, du Zentrum (parti catholique) et du pape Pie IX.

- 14 mars : Henry Joseph Clarke devient premier ministre du Manitoba, remplaçant Marc-Amable Girard.

- 15 mars : Karl Theodor Robert Luther découvre un astéroïde de la ceinture principale (118) Peitho

- 17 mars, France : promulgation de la loi Dufaure, qui rend condamnable pénalement les organisations visant à la grève, à l’abolition de la propriété privée, de la famille ou de la religion[1].

## Naissances
- 1er mars : Jacob Isaac Niemirower, théologien et rabin roumain († 18 novembre 1939).
- 7 mars : Piet Mondrian, peintre néerlandais († 1er février 1944).
- 10 mars : Aaron Solts (mort le 30 avril 1945), homme politique et avocat bolchevik et soviétique
- 15 mars :
  - Paul Berthon (mort le 15 février 1909), artiste français
  - Friedrich Wichtl (mort le 29 juillet 1922), homme politique autrichien
- 19 mars : Serge Diaghilev, inventeur (russe), animateur et directeur de la troupe des Ballets russes († 1er mars 1929).
- 27 mars : Mary MacSwiney, députée indépendantiste et féministe irlandaise († 8 mars 1942).
- 28 mars : José Sanjurjo, militaire espagnol († 20 juillet 1936).

## Décès
- 8 mars : Cornelius Krieghoff, artiste peintre.
- 10 mars : 
  - Giuseppe Mazzini, à Pise où il vivait sous un nom anglais.
  - Arnold Ruffieux (né le 1er janvier 1843), homme politique suisse
- 15 mars :
  - François Jules Pictet de La Rive (né le 27 septembre 1809), paléontologue suisse
  - Stanislas Barzykowski (né le 19 novembre 1792), patriote polonais

- 21 mars : Jacques-Joseph Jans (° 1810), ecclésiastique valdôtain, évêque d'Aoste.